# Ängersjö socken
Ängersjö socken i Hälsingland ingår sedan 1974 i Härjedalens kommun och motsvarar från 2016 Ängersjö distrikt.
Socknens areal är 391,17 kvadratkilometer, varav 361,68 land. År 2000 fanns här 89 invånare. Kyrkbyn Ängersjö med sockenkyrkan Ängersjö kyrka ligger i socknen.

## Administrativ historik
Den 1 januari 1925 (enligt beslut den 28 mars 1924) utbröts det så kallade Ängersjö kapellag ur Ytterhogdals socken, bestående av hemmanen Aspåsen, Björnberg nr 1-2, Djupsjöberg nr 1-2, Godberget, Gröningsåsen, Risberget, Vänsjö nr 1-5, Årberget nr 1-2, Ängersjö nr 1-10, Örnåsen nr 1-2, samt Kolsätter och vissa kronoparker. Det före detta kapellaget bildade egen landskommun (Ängersjö landskommun utbröts ur Ytterhogdals landskommun), församling (Ängersjö församling utbröts ur Ytterhogdals församling) samt egen jordebokssocken.
Landskommunen inkorporerades 1952 i Hogdals landskommun som 1974 uppgick i Härjedalens kommun. Församlingen uppgick 2006 i Ytterhogdal, Överhogdal och Ängersjö församling.
1 januari 2016 inrättades distriktet Ängersjö, med samma omfattning som församlingen hade 1999/2000.  
Socknen har tillhört fögderier, tingslag och domsagor enligt vad som beskrivs i artikeln Hälsingland. De indelta soldaterna tillhörde Hälsinge regemente, Jerfsö kompani.

## Geografi
Ängersjö socken ligger kring Ängerån (Ängraån) söder om Ljusnan. Socknen är utanför dalgångsbygd vid vattendragen ett bergigt skogslandskap med talrika sjöar och med Garpkölen som i socknens sydöstra del når 671 meter över havet.
Socknen genomkorsas av riksväg 84, vid vilken byn Vänsjö ligger. 

### Geografisk avgränsning
I norr gränsar den gamla socknen mot Ytterhogdals socken. Gränsen går i Ljusnan. Socknens nordvästra hörn ligger cirka 1 km öster om byn Kolsätter i Älvros socken, som ligger i väster. I öster från Messukölen söderut gränsar socknen mot Färila socken i Ljusdals kommun (Gävleborgs län). I söder ligger Los socken. I sydost utgör älven Voxnan gräns mot Fågelsjöområdet i gamla Hamra församling i Dalarna. "Tresockenmötet" mellan Ängersjö, Hamra och Älvros ligger i norra änden av Klucksjön som ingår i Voxnans övre lopp. I detta område ligger berget Voxhallan samt det ovan nämnda Garpkölen, vilket är Hälsinglands högsta topp.

## Fornlämningar
Man har anträffat boplatser från stenåldern. Anmärkningsvärt är att man vid en ödemarkssjö har funnit ett stort depåfynd av järnföremål från Vendeltiden. Inom sockenområdet finns omkring 30 fångstgropar samt järnslagg och blästerugnar, troligen från medeltiden.

## Namnet
Namnet (1542 Ängelsio) kommer från kyrkbyn vid Ängersjön som i sin tur är namngiven efter dess utloppså, Ängran (Ängraån). Detta ånamn innehåller ång, 'trång' syftande på att ån i sin nedre del rinner i en djup ravin.

## Befolkningsutveckling
| Befolkningsutvecklingen i Ängersjö socken 1930–2020                                                                                               | Befolkningsutvecklingen i Ängersjö socken 1930–2020 | Befolkningsutvecklingen i Ängersjö socken 1930–2020 | Befolkningsutvecklingen i Ängersjö socken 1930–2020 | Befolkningsutvecklingen i Ängersjö socken 1930–2020 |
| --- | --------------------------------------------------- | --------------------------------------------------- | --------------------------------------------------- | --------------------------------------------------- |
| |                                                     |                                                     |                                                     |                                                     |
| År |                                                     |                                                     | Folkmängd                                           |                                                     |
| 1930 | 1930                                                |                                                     | 449                                                 |                                                     |
| 1940 | 1940                                                |                                                     | 403                                                 |                                                     |
| 1950 | 1950                                                |                                                     | 314                                                 |                                                     |
| 1960 | 1960                                                |                                                     | 300                                                 |                                                     |
| 1970 | 1970                                                |                                                     | 181                                                 |                                                     |
| 1980 | 1980                                                |                                                     | 142                                                 |                                                     |
| 1990 | 1990                                                |                                                     | 120                                                 |                                                     |
| 2020 | 2020                                                |                                                     | 46                                                  |                                                     |
| Anm: Källor: Demografiska databasen, CEDAR, Umeå universitet, Folkmängden per distrikt, landskap, landsdel eller riket efter kön. År 2015 - 2022. |                                                     |                                                     |                                                     |                                                     |